# Mathieu Grébille
Mathieu Grébille (n. 6 octombrie 1991, Paris, Franța) este un handbalist ce a reprezentat Franța, medaliat olimpic. A participat la o ediție a Jocurilor Olimpice (2016) în care a câștigat o medalie de argint.